# Lijst van burgemeesters van Berchem (Antwerpen)
Dit is een lijst van burgemeesters en districtsvoorzitters van de voormalige Vlaamse gemeente Berchem (Antwerpen).

## Burgemeesters
| periode     | naam burgemeester                                  | partij of stroming |
| ----------- | -------------------------------------------------- | ------------------ |
| 1577 - ?    | Henri van Berchem                                  |                    |
| 1801 - 1803 | Raeymackers                                        |                    |
| 1803 - ?    | Vandersteene                                       |                    |
| 1808 - 1818 | Jean Basteyns                                      |                    |
| 1818 - 1831 | Petrus Jozef de Caters (1769-1861)                 | orangist           |
| 1831 - 1836 | Augustin de Marbaix (1795-1845)                    | katholiek unionist |
| 1836 - 1846 | Jean François Ferdinand Biart                      | katholiek unionist |
| 1846 - 1862 | Franciscus Jacobus Joannes Coveliers (1816-1891)   | katholiek unionist |
| 1862        | Pieter Jozef Nauwelaerts, waarnemend (1798-1882)   | meeting            |
| 1862 - 1872 | Ferdinand Jacob Coosemans (1821-1895)              | meeting            |
| 1872 - 1879 | Franciscus Willem van Hombeeck (vader) (1825-1879) |                    |
| 1879 - 1885 | Oswald Kramp                                       | LP                 |
| 1885 - 1907 | Franciscus Petrus Van Hombeeck (zoon) (1855-1907)  |                    |
| 1907 - 1921 | Florent Cootmans (1853-1940)                       |                    |
| 1921 - 1922 | Edmond Duysters (1871-1953)                        | KVB                |
| 1922 - 1924 | Alfons Hellings                                    | KVB                |
| 1924 - 1933 | Gustaaf Garitte (1875-1957)                        | KVB                |
| 1933 - 1939 | Jos. Van Hombeeck                                  | KVB KB             |
| 1939 - 1947 | Walter Colignon                                    | KB CVP             |
| 1947 - 1951 | Constant Van Horenbeeck (1895-1980)                | CVP                |
| 1951 - 1953 | Karel Frans Wouters (1896-1967)                    | CVP                |
| 1953 - 1959 | Robert Bossaerts (1884-1961)                       | LP                 |
| 1959 - 1967 | Karel Frans Wouters (1896-1967)                    | CVP                |
| 1967 - 1975 | Edgard Ryckaerts (1917-1991)                       | CVP VU             |
| 1975 - 1982 | Renée Suerickx-Demarbaix (1920-2017)               | CVP                |

## Districtsvoorzitters en/of districtsburgemeesters (na 2000)
Op 1 januari 1983 werd Berchem bij de stad Antwerpen gevoegd en werd een districtsraad opgericht. Vanaf 2000 werd de districtsraad officieel en rechtstreeks verkozen, en werd zoals in de andere Antwerpse districten een districtscollege en districtsvoorzitter (ook wel districtsburgemeester genoemd) aangesteld.
| periode      | naam districtsvoorzitter | partij of stroming |
| ------------ | ------------------------ | ------------------ |
| 2001 - 2006  | Prosper Slachmuylders    | VLD                |
| 2007 - 2012  | Peter Raats              | sp.a               |
| 2013 - heden | Evi Van der Planken      | N-VA               |